# Polyrhachis pubescens
Polyrhachis pubescens é uma espécie de formiga do gênero Polyrhachis, pertencente à subfamília Formicinae.